# إدوارد فيربانكس
إدوارد فيربانكس هو سياسي كندي، ولد في 1850، وتوفي في 14 سبتمبر 1924.